# Ефремова, Светлана Викторовна
Светлана Викторовна Ефремова (24.11.1946, Чебоксары — 19 июня 2020, Санкт-Петербург) — советская и российская балерина и хореограф. Солистка Мариинского театра (1966—1992). Заслуженная артистка РСФСР (1977). Лауреат Международного конкурса артистов балета в Варне (1968).
Воспитанница первой чувашской балетной студии при Ленинградском хореографическом училище им. А. Я. Вагановой (в 1957-66). Руководила студией воспитанница Агриппины Вагановой Нина Беликова.
В 1966-м, сразу после выпуска, принята в труппу Театра оперы и балеты имени Кирова Ленинграда (Государственного академического Мариинского театра Санкт-Петербурга).
Работала балериной до 1992 года, Светлана Ефремова последний раз вышла на сцену Большого зала 22 января 1973 года. Первая исполнительница партий: Неле («Тиль Уленшпигель», 1977, балетмейстер В. Н. Елизарьев), Муза поэта («Пушкин», 1979, балетмейстеры Н. Д. Касаткина и В. Ю. Василев). Основные роли: Маша, Аврора, Жизель, Китри и Амур («Дон Кихот», А. Минкус), Офелия («Гамлет», Д. Шостакович), Джульетта, Золушка, Хасинта («Лауренсия», А. Крейн), Чертовка («Сотворение мира», А. Петров), Сююмбике, Сильфида («Шопениана», М. Фокин), Ширин, Гюльнара, принцесса Флорина («Спящая красавица», П. Чайковский), Птица-мечта («Икар», С. Слонимский), принцесса Роза («Зачарованный принц», Б. Бриттен).
С 1992 года перешла на работу педагога-репетитора в Михайловский театр, где до конца жизни передавала секреты мастерства молодым солисткам балетной труппы. Среди учеников: Анастасия Соболева, Светлана Бедненко, Ирина Кошелева.
Гастролировала в Австралии, Южной Америке, ФРГ, Японии, Италии, Франции и др. странах.
С 1967-го балерина принимала участие в «Вечерах камерной музыки и камерного балета».
Снималась в телефильмах-концертах «Принц и Золушка» (1975) и «Приглашение к танцу» (1980).